# Pseudonacaduba aethiops
Pseudonacaduba aethiops is een vlinder uit de familie van de Lycaenidae. De wetenschappelijke naam van de soort is voor het eerst gepubliceerd in 1877 door Paul Mabille. 

## Verspreiding
De soort komt voor in Nigeria, Kameroen, Equatoriaal Guinee, Gabon, Centraal-Afrikaanse Republiek, Congo-Kinshasa, Oeganda, het westen van Kenia, het westen van Tanzania, Noord-Angola en Zambia.

## Waardplanten
De rups leeft op Mundulea (Fabaceae).